# Wood Brothers Racing

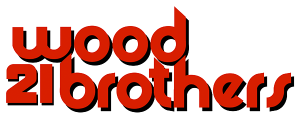

Wood Brothers Racing, är ett amerikanskt racingstall som tävlar i Nascar Cup Series. Sammanlagt har Wood Brothers startat i över 1700 cup-lopp och har totalt 101 segrar på meritlistan. Wood Brothers har vunnit Daytona 500 vid 5 tillfällen med förarna Tiny Lund, Cale Yarborough, A.J. Foyt, David Pearson och Trevor Bayne. Åren 2006-2008 hade man även en bil i truckserien.
Stallet startades 1950 av bröderna Glen och Leonard Wood och är det äldsta ännu existerande stallet i Cup-serien. Ford har länge haft ett samarbete med Wood Brothers och bil #21 är synonymt med stallet.
Noterbara förare som har kört för stallet är Junior Johnson, Cale Yarborough, David Pearson, Neil Bonnett, Buddy Baker, Kyle Petty, Dale Jarrett, Michael Waltrip och Bill Elliott. Josh Berry kör för stallet sedan 2025 och man har sedan 2015 ett tekniskt samarbete med Team Penske.

## Förare bil #21 1972-2025

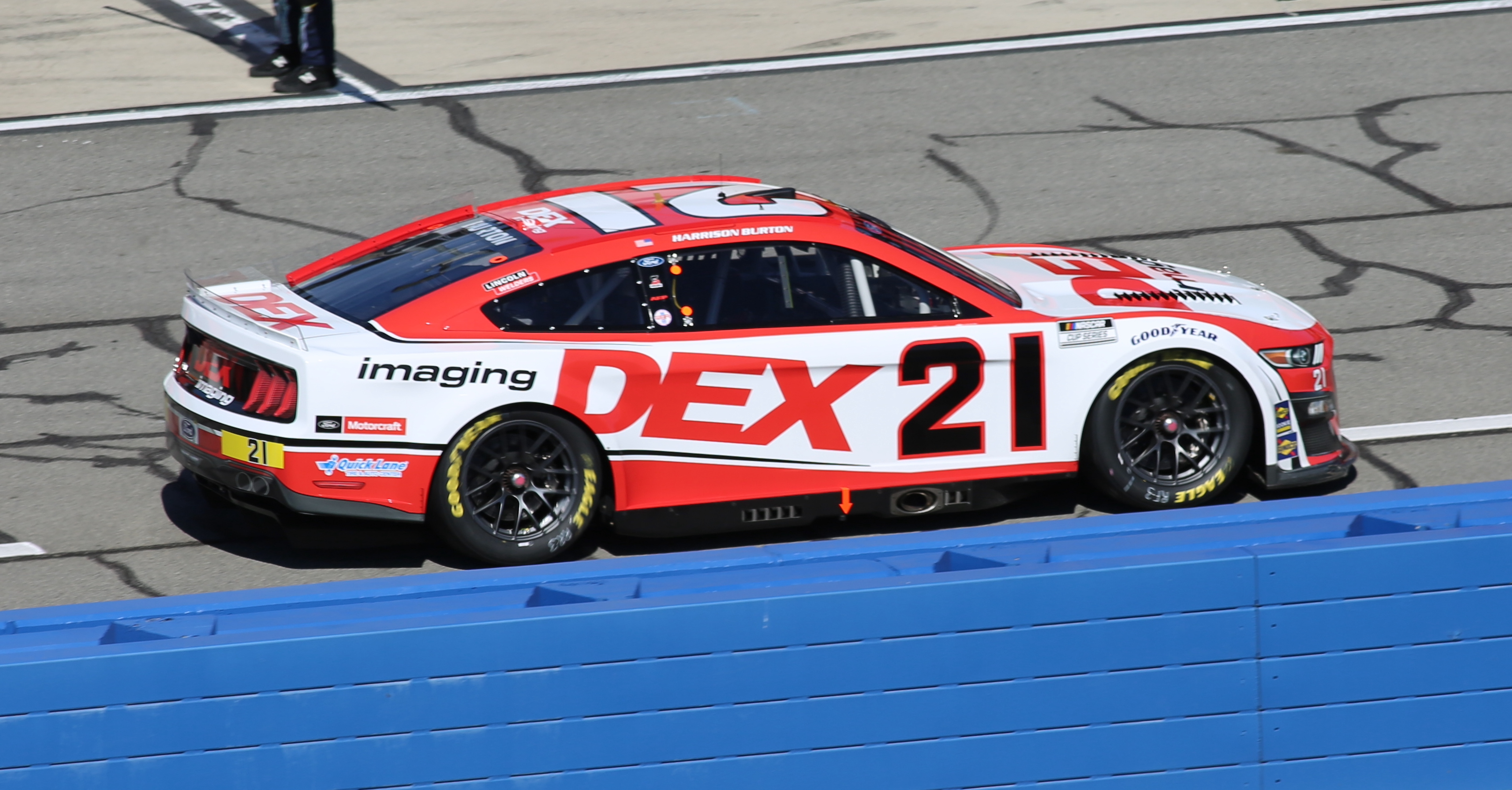
Harrison Burton på Auto Club Speedway 2022.

| År                   | Förare              | Lopp | Vinster | Top 10 | Pole |
| -------------------- | ------------------- | ---- | ------- | ------ | ---- |
| 1972                 | A. J. Foyt          | 5    | 2       | 4      | 1    |
| 1972–1979            | David Pearson       | 143  | 43      | 93     | 37   |
| 1979–1982; 1989–1990 | Neil Bonnett        | 110  | 9       | 44     | 2    |
| 1983–1984            | Buddy Baker         | 42   | 1       | 24     | 1    |
| 1984                 | Bobby Rahal         | 1    | 0       | 0      | 0    |
| 1985–1988            | Kyle Petty          | 115  | 2       | 58     | 0    |
| 1989                 | Tommy Ellis         | 3    | 0       | 0      | 0    |
| 1990–1991            | Dale Jarrett        | 53   | 1       | 15     | 0    |
| 1992–1995            | Morgan Shepherd     | 121  | 1       | 52     | 0    |
| 1996–1998            | Michael Waltrip     | 96   | 0       | 22     | 0    |
| 1999–2002            | Elliott Sadler      | 140  | 1       | 11     | 0    |
| 2003–2005            | Ricky Rudd          | 108  | 0       | 16     | 1    |
| 2006–2007            | Ken Schrader        | 50   | 0       | 2      | 0    |
| 2007                 | Boris Said          | 1    | 0       | 0      | 0    |
| 2007–2008            | Jon Wood            | 4    | 0       | 0      | 0    |
| 2007–2010            | Bill Elliott        | 67   | 0       | 0      | 0    |
| 2008                 | Johnny Sauter       | 1    | 0       | 0      | 0    |
| 2008                 | Jeff Green          | 1    | 0       | 0      | 0    |
| 2008                 | Marcos Ambrose      | 6    | 0       | 1      | 0    |
| 2009                 | David Gilliland     | 1    | 0       | 0      | 0    |
| 2010–2014            | Trevor Bayne        | 57   | 1       | 3      | 0    |
| 2011                 | Ricky Stenhouse Jr. | 1    | 0       | 0      | 0    |
| 2015–2017            | Ryan Blaney         | 91   | 1       | 25     | 1    |
| 2018–2019            | Paul Menard         | 72   | 0       | 11     | 1    |
| 2020–2021            | Matt DiBenedetto    | 36   | 0       | 11     | 0    |
| 2022–2024            | Harrison Burton     | 98   | 1       | 6      | 0    |
| 2025–                | Josh Berry          | 9    | 1       | 2      | 0    |